# Dicoryne conybearei
Dicoryne conybearei är en nässeldjursart som först beskrevs av George James Allman 1864.  Dicoryne conybearei ingår i släktet Dicoryne och familjen Bougainvilliidae. Inga underarter finns listade i Catalogue of Life.